# Кошарська Галина Дмитрівна
Кошарська Галина Дмитрівна (5 серпня 1944) — літературознавець, публіцист, перекладач. Дочка літератора Дмитра Нитченка.

## З біографії
Народилась 5 серпня 1944 р. у м. Форст (Німеччина). Прибула в Австралію у 1949 р., мешкала в Мельбурні, потім у Сіднеї (з 1968). Закінчила Університет ім. Монаша (1966), здобула ступінь магістра в Університеті ім. Макворі (1987), у 1994 р. — ступінь доктора філології. З 1984 р. працює в Центрі українських студій Університету ім. Макворі, керує педагогічним відділом цього центру. Голова слов'янської секції Школи модерних мов Університету ім. Макворі, вчений секретар Асоціації україністів Австралії, тепер голова Асоціації україністів Австралії. Член НТШ, співредактор збірника «Ukrainian Settlement in Australia» (1989).

## Творчість
Автор монографії «Творчість Ліни Костенко з погляду поетики експресивності» (1994), інших літературознавчих праць.
Окремі видання:
- Кошарська Г. В центрі українознавства в університеті Макворі // Альманах українського часопису «Вільна думка» та Фундації українознавчих студій в Австралії. — Сідней, 1994. [Архівовано 23 липня 2015 у Wayback Machine.] — С. 237.
- Кошарська Г. Дороговкази Тараса Шевченка — чи вони не застаріли? // Новий обрій. Альманах.- Мельбурн, 1999. — Ч. 11. -С. 215–219.